# Folkrätt

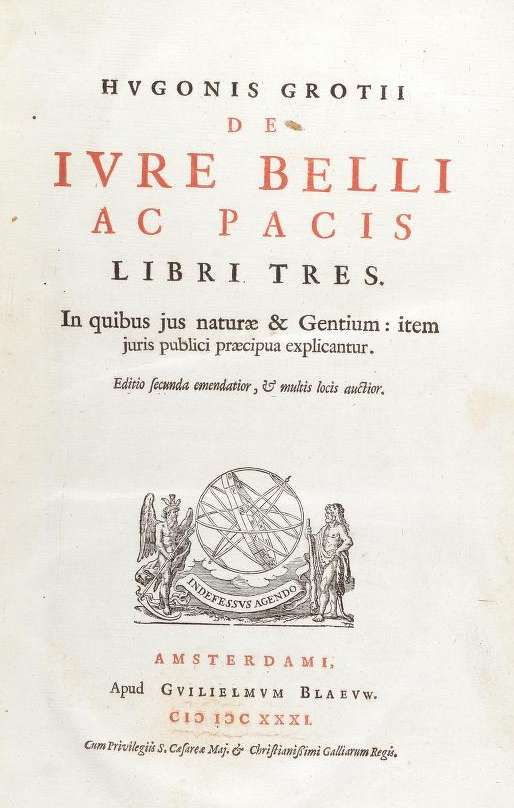
Titelsidan från andra upplagan 1631, av De jure belli ac pacis.
I den utvecklar Hugo Grotius ett system av naturrättsliga synpunkter som anses vara bindande för alla människor och nationer oavsett lokal sed, dessa synpunkter lade grunden till senare tids folkrätt och universell jurisdiktion.

Folkrätten (efter tyska Völkerrecht)  är en juridisk disciplin och den offentliga delen av internationell rätt (engelska Public international law). Den behandlar en rättsordning mellan stater, i motsats till den rätt som gäller för medborgare inom en stat. I vidare bemärkelse ingår även mellanfolkliga, överstatliga och internationella organisationer i den folkrättsliga rättsordningen.

## Betydelse
Termen "folkrätt" härstammar från romerska rättens begrepp jus gentium. Begreppet tillkom för den del av rätten som behandlade andra folk än romarna, varav namnet, och stod i motsats till jus civile, medborgarnas rätt, det vill säga människors rättigheter och skyldigheter inom staten Rom. En mer beskrivande benämning är engelskans "Public international law", alltså "Offentlig internationell rätt". Vidare är folkrätten egentligen ett samlingsnamn för flera internationella rättsområden, däribland traktaträtt, havsrätt, krigsrätt och naturrätt. Den gemensamma nämnaren för all folkrätt är dock att reglerna binder stater (och vissa internationella organisationer) i stället för enskilda rättssubjekt (d.v.s. fysiska och juridiska personer). Två exempel på de kanske mest välkända internationella organisationerna inom folkrätten är Förenta nationerna, vars syfte är att främja det internationella samarbetet, och Röda Korset som bland annat verkar för att krigets lagar ska få genomslag (se ICRC). Det finns också internationella domstolar som är specialiserade på folkrätt, som till exempel den Internationella domstolen i Haag, och Europadomstolen.

### Rättskällor
De folkrättsliga rättskällorna delas upp i primära och sekundära källor, där de primära är bindande och de sekundära bara ska tjäna som vägledning vid tolkning av primärkällorna. De primära källorna inom folkrätten är de som härstammar från stater, det vill säga internationella konventioner (traktat), internationell sedvänja och allmänna folkrättsliga principer. Dessa källor har ingen inbördes hierarki, utan väger alla lika tungt. Det enda undantaget från denna huvudregel om likvärdighet är de så kallade jus cogens-reglerna, som anses vara överordnade alla andra regler (jus cogens innefattar regler om exempelvis tortyr och folkmord). Folkrättens sekundärkällor består vidare i regler som härstammar från andra håll än stater, som till exempel domstolspraxis från de internationella domstolarna och juridiskt doktrin. Den internationella lagkommissionen (ILC) har i uppgift att kodifiera internationell sedvänja och allmänna principer.

#### Allmänna folkrättsliga principer
Folkrätten bygger likt många andra rättsområden på traditionsfästa grundsatser. Det avser principer som inte är nedskrivna, och heller inte hör till sedvänja, men ses som självklara och som byggt upp folkrätten från grunden. Några av dessa centrala principer är de om statlig suveränitet, territoriell integritet och restatureringsplikt vid brott mot internationella förpliktelser. ILC har gett ut tre rapporter (ILC Study on General Principles) som sökt sammanfatta dessa principer och vad de har gemensamt. Bland annat har kommissionen kommit fram till att folkrättsliga principer både kan härstamma ur nationella rättsordningar och ur den folkrättsliga internationella rättsordningen. Grundförutsättningen är i stället att principerna måste vara allmänt erkända av världens stater.

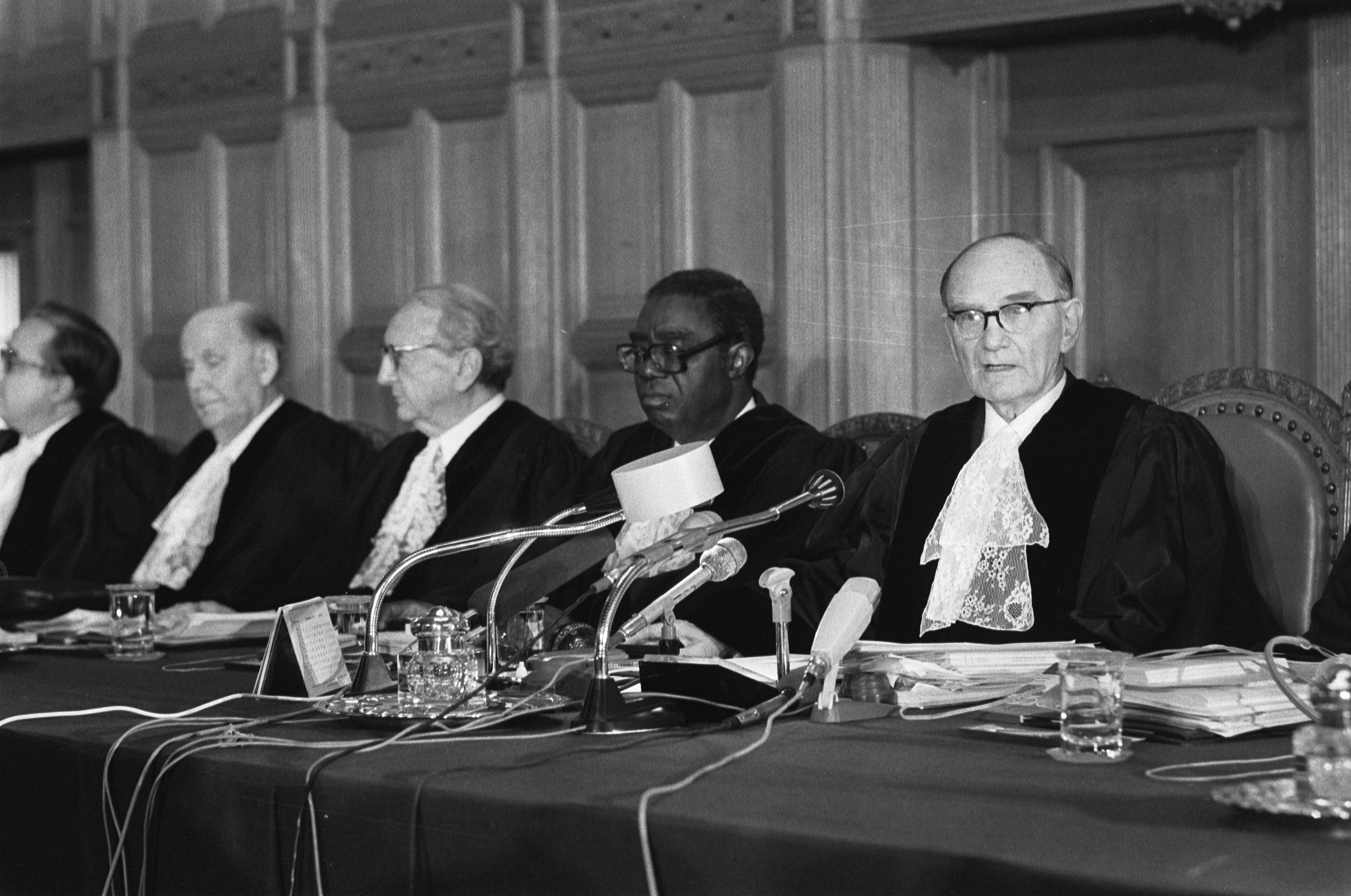
Domare i den internationella domstolen i Haag (ICJ)

## Omfattning och exempel

### Folkrättens områden
Bland de områden som folkrätten omfattar kan nämnas:
- Mänskliga rättigheter
- Vad som kännetecknar en stat
- Regler om krig och fred, kollektiv säkerhet
- Regler om internationella sanktioner
- Regler om statsimmunitet och diplomatisk immunitet
- Regler om utnyttjande av världshaven, havsrätt
- Regler om utnyttjande av internationellt luftrum och rymden, lufträtt och rymdrätt.
- Förenta nationernas högkvarter i GenèveInternationell traktaträtt

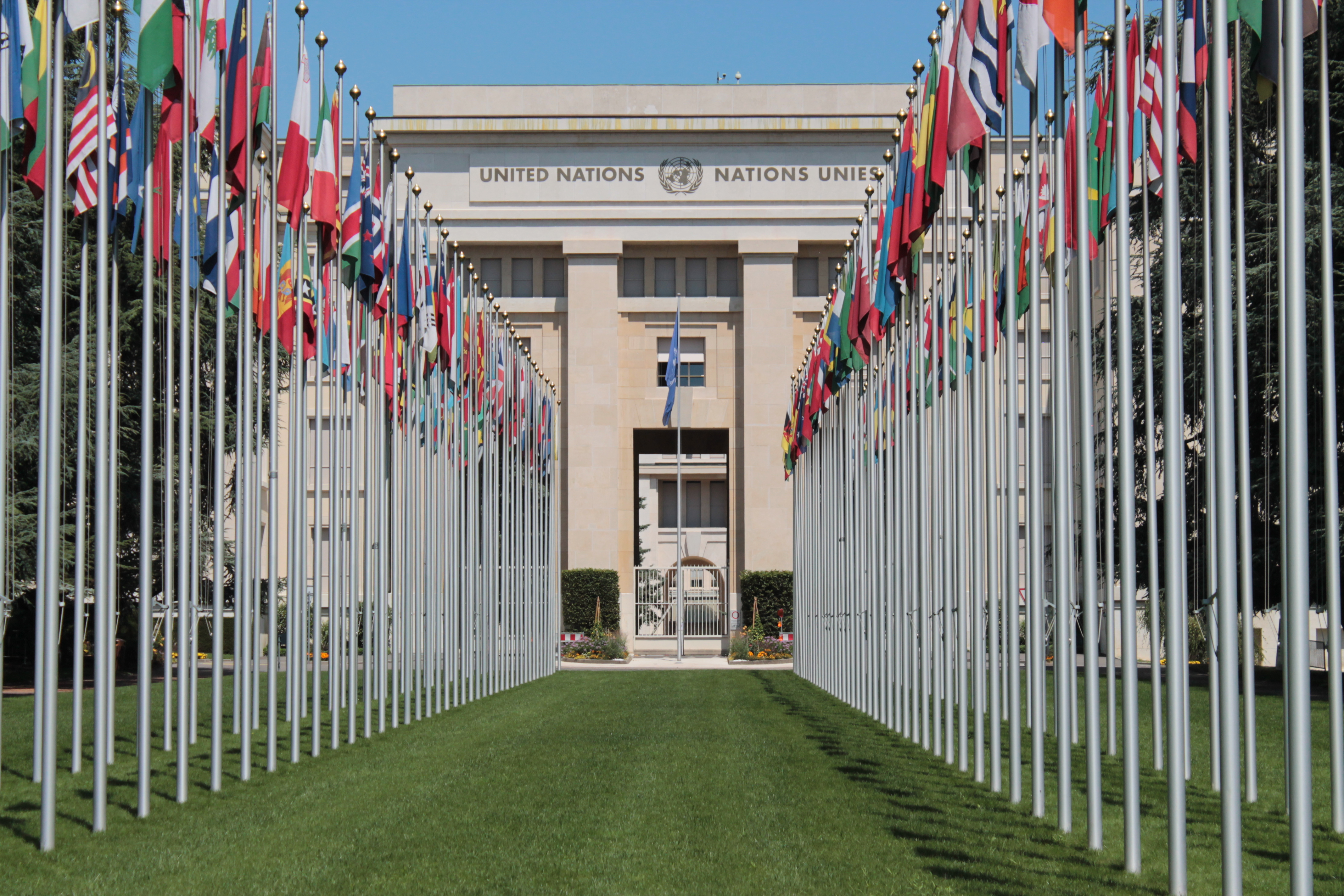
Förenta nationernas högkvarter i Genève

- Regler för lösning av internationella tvister
- Regler för internationell samverkan kring terrorism.
- Internationell miljörätt

### Kända traktater
Folkrätten omfattar en mängd internationella avtal, traktater. Här listas de mer kända.
- FN-stadgan. Förbud mot krig och våldsanvändning mellan stater. Regler för Förenta Nationernas organisation och funktion.
- Genèvekonventionen, Geneva Convention regarding the Status of Refugees (1951). Regler rörande flyktingskap.
- Wienkonventionen om diplomatiska förbindelser och konsulära förbindelser (1961). Reglerar rörande diplomater.
- Wienkonventionen 1969 om internationella traktat. Regler om mellanstatliga avtal.
- ICJs stadgar. Regler för hur internationella domstolen i Haag arbetar.
- Folkmordskonventionen. Förbud mot folkmord, jus cogens.
- FN:s deklaration om de mänskliga rättigheterna. Uppmaning om de mänskliga rättigheterna, är bindande för FN:s medlemsländer.
- FN:s konvention om civila och politiska rättigheter, ICCPR. Kompletterar FN-deklarationen, mer bindande.
- Konventionen om ekonomiska, sociala och kulturella rättigheter, ICESR. Kompletterar ICCPR.
- Tortyrkonventionen. Förbud mot tortyr.
- ICCs stadgar. Regler för hur internationella brottsdomstolen i Haag arbetar.
- Barnkonventionen. Regler för barns rättigheter.
- FN:s kvinnokonvention.Regler för kvinnors rättigheter.
- Konventionen om rättigheter för personer med funktionsnedsättning. Regler för rättigheter för personer med funktionsnedsättning.
- Kyotoprotokollet. Överenskommelse om hur arbetet mot hotande klimatförändringar ska bedrivas.
- Europakonventionen. Regler om mänskliga rättigheter inom Europa.
- Romstadgan för Internationella brottmålsdomstolen

## Alternativt begrepp
Termen internationell rätt används ofta för att tydligare peka på att det handlar om reglerna mellan stater, internationella organisationer och andra internationella organ. Mer konkret handlar detta om internationell offentlig rätt (franska: droit international public), vilket tydliggör att det inte behandlar den internationella privaträtten (nationellt reglemente om tvister över statsgränser och med privaträttslig ankytning).